# Ben & Hollys kleines Königreich
Ben & Hollys kleines Königreich (Originaltitel: Ben and Holly’s Little Kingdom) ist eine britische Zeichentrickserie, die zwischen 2009 und 2012 produziert wurde.

## Handlung
In einem Schloss im Wald lebt die Feenprinzessin Holly mit ihrer Familie, dem Feenkönig Aurikel (King Thistle), der Königin und den jungen Zwillingsschwestern. Feen sind sehr klein, haben Flügel zum Fliegen, und sie können – mithilfe ihres Zauberstabs – zaubern. Um den Haushalt im Schloss und die Kindererziehung kümmert sich Nanny Plum. 
Hollys bester Freund ist der Elfenjunge Ben. Dieser lebt wie alle Elfen in einem hohlen Baum. Elfen haben spitze Ohren, sind fleißige Arbeiter und stellen zum Beispiel die Geschenke her, die der Weihnachtsmann verteilt. Der Anführer der Elfen ist der weise alte Elf, er leitet das Rettungsteam, die Bibliothek und die Fabrik. 
Ben und Holly spielen oft mit Gaston, einem Marienkäfer, der sich wie ein Hund benimmt und alles mag, was stinkt und schmutzig ist.
Ben und Holly unternehmen Ausflüge, machen Picknicks oder stellen Unsinn an. Nanny Plum passieren beim Zaubern oft Missgeschicke, zum Beispiel verursacht sie regelmäßig eine Gelee-Flut mit ihrem magischen Picknickkorb, der einfach viel zu viel Gelee produziert.

## Produktion und Veröffentlichung
Die Serie wurde zwischen 2009 und 2012 in Großbritannien produziert. Dabei sind 2 Staffeln mit 104 Episoden entstanden. Regie führten Neville Astley und Mark Baker. Am Drehbuch beteiligten sich Mark Baker, Sam Morrison, Neville Astley, Phil Hall, Chris Parker, Gary Parker und Chris Par. Die Originalkonzeption stammt von Neville Astley und Mark Baker. Für die Musik sorgte Julian Nott, um den Ton kümmerten sich Dominic Boucher, Sue Harding, Jake Roberts, Barnaby Templer und Marty O’Brien.
Die deutsche Erstausstrahlung fand am 23. August 2010 auf KIKA statt. Spätere Ausstrahlungen erfolgten ebenfalls auf ZDF und Nick Junior.

## Episodenliste

### Staffel 1
| Nr. | Deutscher Titel                   | Englischer Titel           | Erstausstrahlung   |
| 1   | Das königliche Picknick           | The Royal Fairy Picnic     | 23. August 2010    |
| 2   | Gaston ist traurig                | Gaston The Ladybird        | 29. August 2011    |
| 3   | Der verlorene Zauberstab          | Holly’s Magic Wand         | 24. August 2010    |
| 4   | Ein Ei für den König              | The Elf Farm               | 31. August 2011    |
| 5   | Die Zauberlehrlinge               | Daisy And Poppy            | 25. August 2010    |
| 6   | Die königliche Teekanne           | Queen Thistle’s Teapot     | 2. September 2011  |
| 7   | Zaubern ist nicht leicht          | The Frog Prince            | 26. August 2010    |
| 8   | Königliche Pflichten              | The King’s Busy Day        | 4. September 2011  |
| 9   | Spielen macht Spaß                | Fun And Games              | 27. August 2010    |
| 10  | Die Spezialmedizin                | King Thistle Is Not Well   | 6. September 2011  |
| 11  | Vogelmama gesucht                 | The Lost Egg               | 30. August 2010    |
| 12  | Die Elfenspiele                   | The Elf Games              | 8. September 2011  |
| 13  | Nanny Plum in Nöten               | Nanny Plum’s Lesson        | 31. August 2010    |
| 14  | Das Puppenproblem                 | The Elf Factory            | 10. September 2011 |
| 15  | Nanny Plum in Gefahr              | Mrs. Witch                 | 1. September 2010  |
| 16  | Ein Tag voller Streiche           | Elf Joke Day               | 12. September 2011 |
| 17  | Des Königs neue Kleider           | King Thistle’s New Clothes | 2. September 2010  |
| 18  | Die Elfenschule                   | The Elf School             | 14. September 2011 |
| 19  | Hilfe, ein Gnom!                  | The Royal Golf Course      | 3. September 2010  |
| 20  | Feen brauchen keine Uhren         | Morning, Noon And Night    | 16. September 2011 |
| 21  | Ein Loch in der Höhle             | Gaston’s Visit             | 6. September 2010  |
| 22  | Ein Tag am Meer                   | A Trip To The Seaside      | 18. September 2011 |
| 23  | Selbst ist die Fee                | Ben’s Birthday Card        | 7. September 2010  |
| 24  | Wohin gehen die Sterne?           | Books                      | 20. September 2011 |
| 25  | Können Raupen fliegen?            | Betty Caterpillar          | 8. September 2010  |
| 26  | Königin für einen Tag             | Queen Holly                | 22. September 2011 |
| 27  | Die Zahnfee                       | The Tooth Fairy            | 9. September 2010  |
| 28  | Die Elfen-Windmühle               | The Elf Windmill           | 24. September 2011 |
| 29  | Die Band der Elfen                | The Elf Band               | 10. September 2010 |
| 30  | Gefräßige Eindringlinge           | The Ant Farm               | 26. September 2011 |
| 31  | Die Schatzsuche                   | Redbeard The Elf Pirate    | 13. September 2010 |
| 32  | Hollys Hausaufgabe                | Tadpoles                   | 28. September 2011 |
| 33  | Besuch auf der Farm               | Cows                       | 14. September 2010 |
| 34  | Der freie Tag der Königin         | Queen Thistle’s Day Off    | 30. September 2011 |
| 35  | Lernen macht Spaß                 | Nature Class               | 15. September 2010 |
| 36  | Roboter im Einsatz                | Toy Robot                  | 2. Oktober 2011    |
| 37  | Abenteuerlicher Fischfang         | Big Bad Barry              | 16. September 2010 |
| 38  | Der Geburtstag fällt aus          | King Thistle’s Birthday    | 4. Oktober 2011    |
| 39  | Hollys kaputter Zauberstab        | The Wand Factory           | 17. September 2010 |
| 40  | Zelten macht Spaß                 | Camping Out                | 6. Oktober 2011    |
| 41  | Das Festessen                     | Dinner Party               | 20. September 2010 |
| 42  | Des Königs neues Hobby            | The Woodpecker             | 8. Oktober 2011    |
| 43  | Haustier gesucht                  | Daisy And Poppy’s Pet      | 21. September 2010 |
| 44  | Die Reise zum Mond                | The Elf Rocket             | 10. Oktober 2011   |
| 45  | Picknick auf dem Mond             | Picnic On The Moon         | 22. September 2010 |
| 46  | Wertvoller Müll                   | Lucy’s Picnic              | 12. Oktober 2011   |
| 47  | Eichhörnchenalarm                 | Acorn Day                  | 23. September 2010 |
| 48  | Der versunkene Schatz             | The Elf Submarine          | 14. Oktober 2011   |
| 49  | Ein Schloss voller Überraschungen | Visiting The Marigolds     | 24. September 2010 |
| 50  | Außer Rand und Band               | The Party                  | 16. Oktober 2011   |
| 51  | Auf zum Nordpol                   | Snow                       | 27. September 2010 |
| 52  | Notlandung beim Weihnachtsmann    | North Pole                 | 18. Oktober 2011   |

### Staffel 2
| Nr. | deutscher Titel                    | englischer Titel                                            | Erstausstrahlung  |
| 53  | Kühe im Königreich                 | Giants In The Meadow                                        | 28. Oktober 2014  |
| 54  | Zaubern will gelernt sein          | Mrs Fig’s Magic School                                      | 28. Oktober 2014  |
| 55  | Frecher Zauber                     | Daisy & Poppy’s Playgroup                                   | 29. Oktober 2014  |
| 56  | Der zauberfreie Tag                | No Magic Day                                                | 29. Oktober 2014  |
| 57  | Das Wikinger                       | BootSpies                                                   | 30. Oktober 2014  |
| 58  | König bleibt König                 | Hard Times                                                  | 30. Oktober 2014  |
| 59  | Gaston muss zur Schule             | Gaston Goes To School                                       | 31. Oktober 2014  |
| 60  | Retter in der Not                  | Elf Rescue                                                  | 31. Oktober 2014  |
| 61  | Mit Lucy in der Schule             | Lucy’s School                                               | 1. November 2014  |
| 62  | Der kleine Drache                  | Baby Dragon                                                 | 1. November 2014  |
| 63  | Dolly Plum                         | Dolly Plum                                                  | 2. November 2014  |
| 64  | Die versunkene Stadt               | The Lost City                                               | 2. November 2014  |
| 65  | Die Sternschnuppe                  | The Shooting Star                                           | 3. November 2014  |
| 66  | Nannys Zauberprüfung               | Nanny’s Magic Test                                          | 3. November 2014  |
| 67  | Gaston, der Retter                 | Gaston To The Rescue                                        | 4. November 2014  |
| 68  | Gefahr für das kleine Königreich   | Miss Cookie’s Nature Trail                                  | 4. November 2014  |
| 69  | Der neue Zauberstab                | The New Wand                                                | 5. November 2014  |
| 70  | Superhelden                        | Superheroes                                                 | 5. November 2014  |
| 71  | Frühjahrsputz bei Mrs. Witch       | Mrs Witch’s Spring Clean                                    | 6. November 2014  |
| 72  | Der Obstdieb                       | The Fruit Harvest                                           | 6. November 2014  |
| 73  | Putzmuntere Babys                  | Uncle Gaston                                                | 7. November 2014  |
| 74  | Der tropfende Wasserhahn           | Plumbing                                                    | 7. November 2014  |
| 75  | Riesengroß und klitzeklein         | Big Ben & Holly                                             | 8. November 2014  |
| 76  | Besuch von Oma Aurikel             | Daisy & Poppy Go Bananas                                    | 8. November 2014  |
| 77  | Ferien auf der Elfen-Insel         | Mr Elf Takes A Holiday                                      | 9. November 2014  |
| 78  | Ein Glas Honig                     | Honey Bees                                                  | 9. November 2014  |
| 79  | Lucy übernachtet im Schloss        | Lucy’s Sleepover                                            | 10. November 2014 |
| 80  | Schneckenalarm                     | Miss Jolly’s Riding Club                                    | 10. November 2014 |
| 81  | Verliebt in einen Gnom             | Springtime                                                  | 11. November 2014 |
| 82  | Der Piratenschatz                  | Pirate Treasure                                             | 11. November 2014 |
| 83  | Gaston beim Tierarzt               | Gaston Goes To The Vet                                      | 12. November 2014 |
| 84  | Party bei Oma Aurikel              | Granny & Granpapa                                           | 12. November 2014 |
| 85  | Gefahr von unten                   | The Dwarf Mine                                              | 13. November 2014 |
| 86  | Lucys Geburtstagsparty             | Lucy’s Elf & Fairy Party                                    | 13. November 2014 |
| 87  | Planet Bong (1)                    | Planet Bong                                                 | 14. November 2014 |
| 88  | Planet Bong (2)                    | Planet Bong Episode 2                                       | 14. November 2014 |
| 89  | Die Königin backt Kuchen           | The Queen Bakes Cakes                                       | 15. November 2014 |
| 90  | Der Hexen-Wettbewerb               | The Witch Competition                                       | 15. November 2014 |
| 91  | Die Reise zum Mittelpunkt der Erde | Journey To The Centre Of The Earth                          | 16. November 2014 |
| 92  | Rotbart und der Regenbogen         | Redbeard’s Rainbow                                          | 16. November 2014 |
| 93  | Auf zu neuen Abenteuern            | Fox Cubs                                                    | 17. November 2014 |
| 94  | Der verrückte Tausch               | Nanny Plum And The Wise Old Elf Swap Jobs For One Whole Day | 17. November 2014 |
| 95  | Ein ehrwürdiger Besuch             | The Very Important Person                                   | 18. November 2014 |
| 96  | Das neue Boot                      | Bunty II                                                    | 18. November 2014 |
| 97  | Wo ist Gaston?                     | Gaston Is Lost                                              | 19. November 2014 |
| 98  | Das Frühstücksei                   | Chickens Ride West                                          | 19. November 2014 |
| 99  | Die Meerjungfrau                   | The Mermaid                                                 | 20. November 2014 |
| 100 | Vatertag                           | Fathers Day                                                 | 20. November 2014 |
| 101 | Ein Ausflug ins Museum             | Daisy & Poppy Go To The Museum                              | 21. November 2014 |
| 102 | Gaston hat Geburtstag              | Gaston’s Birthday                                           | 21. November 2014 |
| 103 | Das Weihnachtsfest (1)             | Ben & Holly’s Christmas                                     | 22. November 2014 |
| 104 | Das Weihnachtsfest (2)             | Ben & Holly’s Christmas Episode 2                           | 22. November 2014 |

## Synchronsprecher
| Charakter        | Deutscher Sprecher |
| ---------------- | ------------------ |
| Erzähler         | Otto Mellies       |
| Weiser alter Elf | Hasso Zorn         |
| Mr. Elf          | Bodo Wolf          |
| König Aurikel    | Jörg Hengstler     |
| Nanny Plum       | Arianne Borbach    |